# Présilly (Jura)
Présilly é uma comuna francesa na região administrativa de Borgonha-Franco-Condado, no departamento de Jura. Estende-se por uma área de 11,23 km². Em 2010 a comuna tinha 132 habitantes (densidade: 11,8 hab./km²).